# Буґай (Радомщанський повіт)
Буґай (пол. Bugaj) — село в Польщі, у гміні Житно Радомщанського повіту Лодзинського воєводства.
Населення — 110 осіб (2011).
У 1975-1998 роках село належало до Ченстоховського воєводства.

## Демографія
Демографічна структура станом на 31 березня 2011 року:
|          | Загалом | Допрацездатний вік | Працездатний вік | Постпрацездатний вік |
| -------- | ------- | ------------------ | ---------------- | -------------------- |
| Чоловіки | 54      | 11                 | 39               | 4                    |
| Жінки    | 56      | 12                 | 28               | 16                   |
| Разом    | 110     | 23                 | 67               | 20                   |